# Tânărul Sheldon
Young Sheldon este un serial american de comedie creat de Chuck Lorre și Steven Molaro. Serialul este un spin-off al Teoriei Big Bang și a fost difuzat pentru prima dată pe 25 septembrie 2017 pe CBS.
Serialul îl urmărește pe Sheldon Cooper, în vârstă de nouă ani, în timp ce urmează liceul în orașul fictiv Medford, Texas. Sheldon încearcă să se adapteze la lumea din jurul lui, în timp ce familia și prietenii lui încearcă să facă față abilităților sale intelectuale unice și provocărilor sociale.

## Distribuție

### Roluri principale
- Iain Armitage – Sheldon Cooper
  - Jim Parsons – Sheldon Cooper adult (doar voce)
- Zoe Perry – Mary Cooper, mama lui Sheldon (Perry este fiica actriței Laurie Metcalf care o interpretează pe mama lui Sheldon în The Big Bang Theory)
- Lance Barber – George Cooper Sr., tatăl lui Sheldon
- Montana Jordan – George „Georgie” Cooper Jr., fratele mai mare al lui Sheldon
- Raegan Revord – Missy Cooper, sora geamănă a lui Sheldon
- Annie Potts – Connie Tucker, bunica lui Sheldon, numită adesea „Meemaw” de către familie
- Matt Hobby – pastorul Jeffery „Jeff” Hodgkins-Difford
- Wyatt McClure – Billy Sparks, băiatul vecinilor familiei Cooper
- Emily Osment – Mandy McAllister, iubita lui Georgie

### Roluri secundare
- Wallace Shawn – Dr. John Sturgis, profesor de fizică, întreține o poveste de dragoste cu Connie
- Ryan Phuong – Tam Nguyen, colegul de clasă și cel mai bun prieten al lui Sheldon
- Melissa Peterman – Brenda Sparks, vecina familiei Cooper, mama lui Billy
- Craig T. Nelson – Dale Ballard, antrenorul de baseball al lui Missy și șeful lui Georgie, se implică romantic cu Connie după despărțirea ei de John
- Doc Farrow – Wayne Wilkins, profesor de educație fizică la Medford High și colegul lui George Cooper Sr.
- Brian Stepanek – Hubert Givens, profesor de științe la Medford High
- Rex Linn – Tom Petersen, director al Liceului Medford
- Sarah Baker – Sheryl Hutchins, bibliotecară din liceul Medford
- Ed Begley Jr. – Dr. Grant Linkletter, coleg cu John Sturgis
- Mckenna Grace – Paige Swanson, fată inteligentă, Sheldon o vede rivala lui